# Castel Niederhaus
Il Castel Niederhaus (in lingua tedesca: Ansitz Niederhaus) era un castello tardomedievale risalente al XV secolo costruito in Alto Adige, ai margini della città vecchia di Bolzano.

## Storia
Il maniero era in via della Rena (Raingasse) ed era dimora dei signori di Niederhaus (o Niederhauser), una stirpe di ministeriali originaria presumibilmente dalla val Sarentino e attestata sin dal 1203-1204 nell'entourage dei nobili di Vanga. Nel 1337 furono investiti dal duca Enrico di Carinzia e Tirolo con la haus gelegen in des selben Niderhausers gazzen ze Poczen gehaizzen auf dem Raine quale feudo principesco. Da allora la dimora fu chiamata Niederhaus ed è esplicitamente documentata nel 1463 quale ze Niederhaus.
Nel 1898 la costruzione fu abbattuta per far posto al nuovo Grand Hotel Bristol, il quale tra il 1939 e il 1943 ospitò la Amtliche deutsche Ein- und Rückwanderungsstelle (ADEuRSt) nel contesto delle Opzioni in Alto Adige. Il Bristol, a sua volta, nel 1961 venne sostituito da un edificio abitativo con area commerciale al pianterreno.